# (18976) Kunilraval
(18976) Kunilraval (2000 QH206) – planetoida z pasa głównego asteroid okrążająca Słońce w ciągu 3,48 lat w średniej odległości 2,3 j.a. Odkryta 31 sierpnia 2000 roku.